# St. Cyriakus, St. Laurentius und St. Maria Magdalena (Gramschatz)

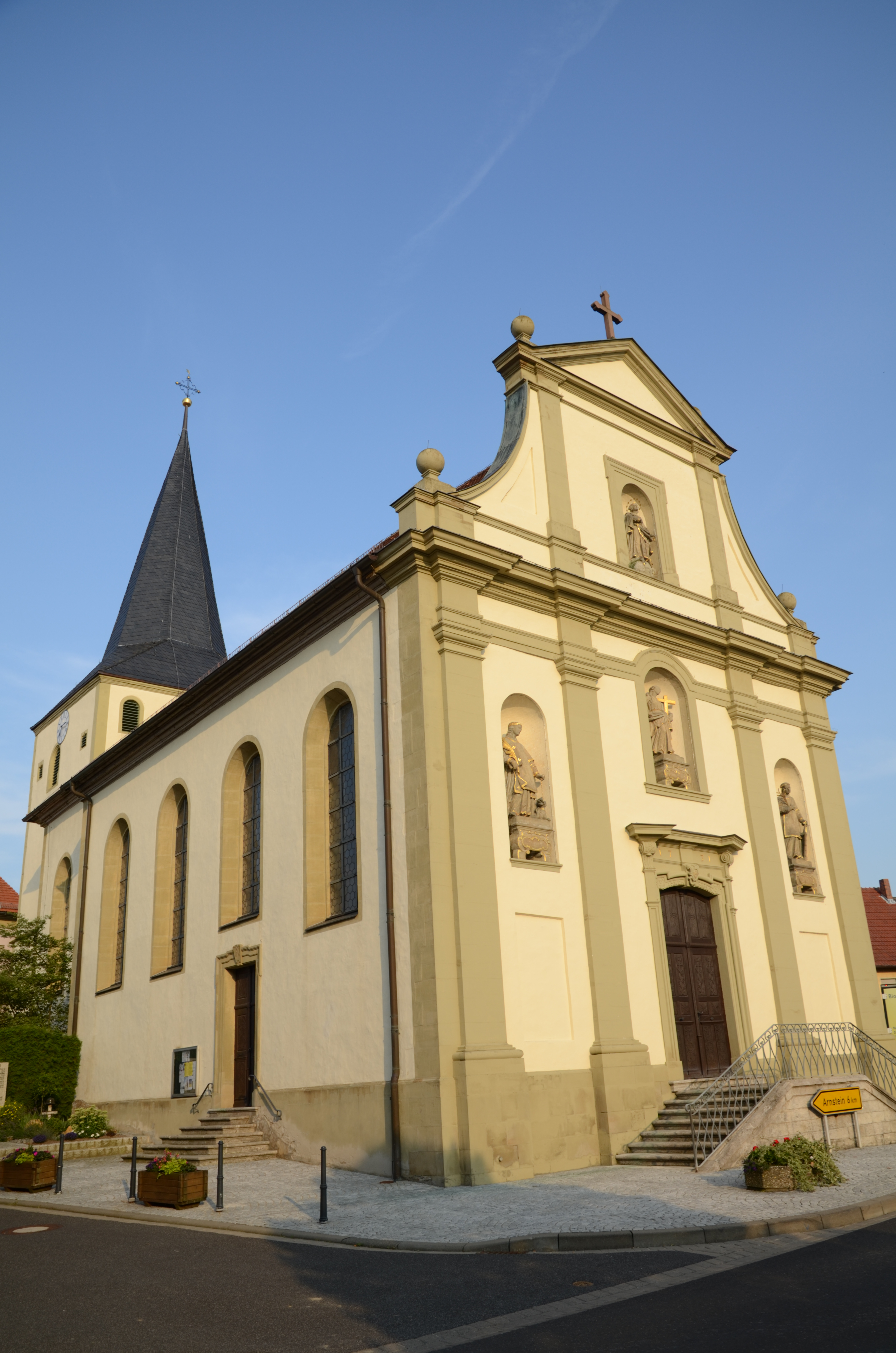
St. Cyriakus, St. Laurentius und St. Maria Magdalena (Gramschatz)

Die römisch-katholische Pfarrkirche St. Cyriakus, St. Laurentius und St. Maria Magdalena ist eine denkmalgeschützte Kirche, die in Gramschatz steht, einem Ortsteil des Marktes Rimpar im Landkreis Würzburg (Unterfranken, Bayern). Das Bauwerk ist unter der Denkmalnummer D-6-79-180-27 als Baudenkmal in der Bayerischen Denkmalliste eingetragen. Die Pfarrei St. Cyriakus, St. Laurentius und St. Maria Magdalena gehört zur Pfarreiengemeinschaft Fährbrück im Dekanat Würzburg rechts des Mains des Bistums Würzburg.

## Beschreibung
Der Chorturm der Saalkirche stammt im Kern aus dem 15. Jahrhundert. An ihn wurde 1731 das Langhaus nach Westen angebaut. Zeitgleich wurde der Chorturm aufgestockt und mit einem spitzen, schiefergedeckten Helm bedeckt. Das Erdgeschoss des Chorturms ist mit einem Kreuzgewölbe überspannt. Die von einem Dachgesims abgeschlossene Fassade im Westen wird durch Pilaster in drei Felder geteilt, in dessen Nischen die Statuen von Maria Magdalena, Laurentius und Cyriakus stehen. In der Nische im Schweifgiebel steht eine Statue, die die Personifikation des Glaubens repräsentiert. Zur Kirchenausstattung gehören von Johann Wolfgang van der Auwera gestaltete Statuen. Von Johann Peter Wagner stammen eine 1760 aufgestellte Pietà und die Seitenaltäre. Die Orgel, ein Werk des Orgelbauers Franz H. Kosch, wurde 1886 aufgestellt.